# Lulach af Skotland
Lulach af Skotland (Lulach mac Gillai Comgain) (ca. 1029 – 17. marts 1058) var konge i Skotland mellem 15. august 1057 og 17. marts 1058.
Lulach synes at have været en svag konge og blev faktisk kendt som Lulach den enkle eller Lulach tåben. Han kan alligevel skilles ud som den første konge i Skotland, som der findes kroningsoplysninger om. Det skete ved klosteret Scone Abbey i Perth and Kinross i august 1057.
Det er blevet sagt, at Lulach var søn til prinsesse Gruoch af Skotland (Lady MacBeth) fra hendes første ægteskab med Gilla Coemgáin, mormaer af Moray og derfor stedsøn til Mac Bethad (Macbeth af Skotland). Efter Macbeths død i slaget i 1057 placerede kongens følge Lulach på den skotske trone til trods for stærk modstand fra tilhængerne af Máel Coluim III (Malcolm 3. af Skotland). Lulach regerede kun i nogle måneder, før han blev snigmyrdet og efterfulgt af Máel Coluim. Øgenavnet nævnt ovenfor kan derfor have sammenhæng med hans korte regime.